# 쁘라윳 짠오차
쁘라윳 짠오차(태국어: ประยุทธ์ จันทร์โอชา, 문화어: 프라윳 찬오차, 1954년 3월 21일~)는 태국의 정치인이자 은퇴한 태국 육군 장성이며 2014년부터 태국의 총리, 2019년부터 국방부 장관을 역임하고 있다. 쁘라윳은 2010년부터 2014년까지 태국군 총사령관을 지냈으며 2014년 5월 22일부터 2019년 7월 10일까지 태국을 통치한 군사정권인 국가평화유지위원회(NCPO)를 설치한 쿠데타의 지도자였다.
2010년 군 총장으로 임명된 후, 쁘라윳은 왕당파이자 탁신 친나왓 전 총리의 반대자로 특징지어졌다. 군내 강경파로 간주되는 그는 2009년 4월과 2010년 4월~5월 레드 셔츠 시위에 대한 군사적 진압을 주도한 지지자 중 한 명이었다. 그는 후에 유혈 분쟁으로 사망한 시위자들의 친척들과 대화하고 2011년 7월 총선에서 승리한 잉락 친나왓 정부와 협력하면서 자신의 프로필을 완화하려고 노력했다.
2013년 11월에 시작되어 잉락의 관리 정부에 반대하는 시위를 수반한 정치적 위기 동안, 쁘라윳은 군대가 중립적이며 쿠데타를 일으키지 않을 것이라고 주장했다. 그러나 2014년 5월, 쁘라윳은 정부에 대항하여 군사 쿠데타를 일으켰고 독재자이자 NCPO 지도자로서 나라를 통치하게 되었다. 그는 후에 임시 헌법을 발표하여 스스로에게 전권을 부여하고 쿠데타를 일으킨 것에 대해 사면을 내렸다. 2014년 8월, 군부가 장악하고 있지 않은 한 국회의원이 그를 총리로 임명했다.
권력을 잡은 후, 쁘라윳 정부는 반대에 대한 상당한 탄압을 감독했다. 그는 전통적인 태국 가치에 기초하여 "12가지 가치"를 공식화했고 이것들이 학교 수업에 포함될 것을 제안했다. 인터넷과 언론 검열을 포함한 민주주의와 정부에 대한 비판에 대한 공개적인 논의를 제한하기 위한 조치들이 시행되었다. 쁘라윳은 논란이 되고 있는 2019년 태국 총선에 이어 태국의 총리로 재선되었다.

## 군사 교육
쁘라윳은 육군사관학교 예비학교(AFAPS) 12학급, 지휘 및 일반참모대학교(CGSC) 63학급, 태국 국방대학교(NDC) 5020학급, 보병장교 기본과정 51학급, 보병장교 고급과정 38학급에서 공부했다. 그는 태국 육군사관학교를 이학사 학위를 받고 졸업했다.
그의 직속 전임자인 아누퐁 파오찐다와 전 국방부 장관 쁘라윗 웡수완처럼, 쁘라윳은 육군 "동부 호랑이" 파벌의 일원이다. 쁘라윳과 같은 그들 대부분은 태국 동부에 본부를 둔 제2보병사단, 특히 제21보병연대 (여왕의 근위대)에서 군 생활을 시작했다.

## 군사 경력

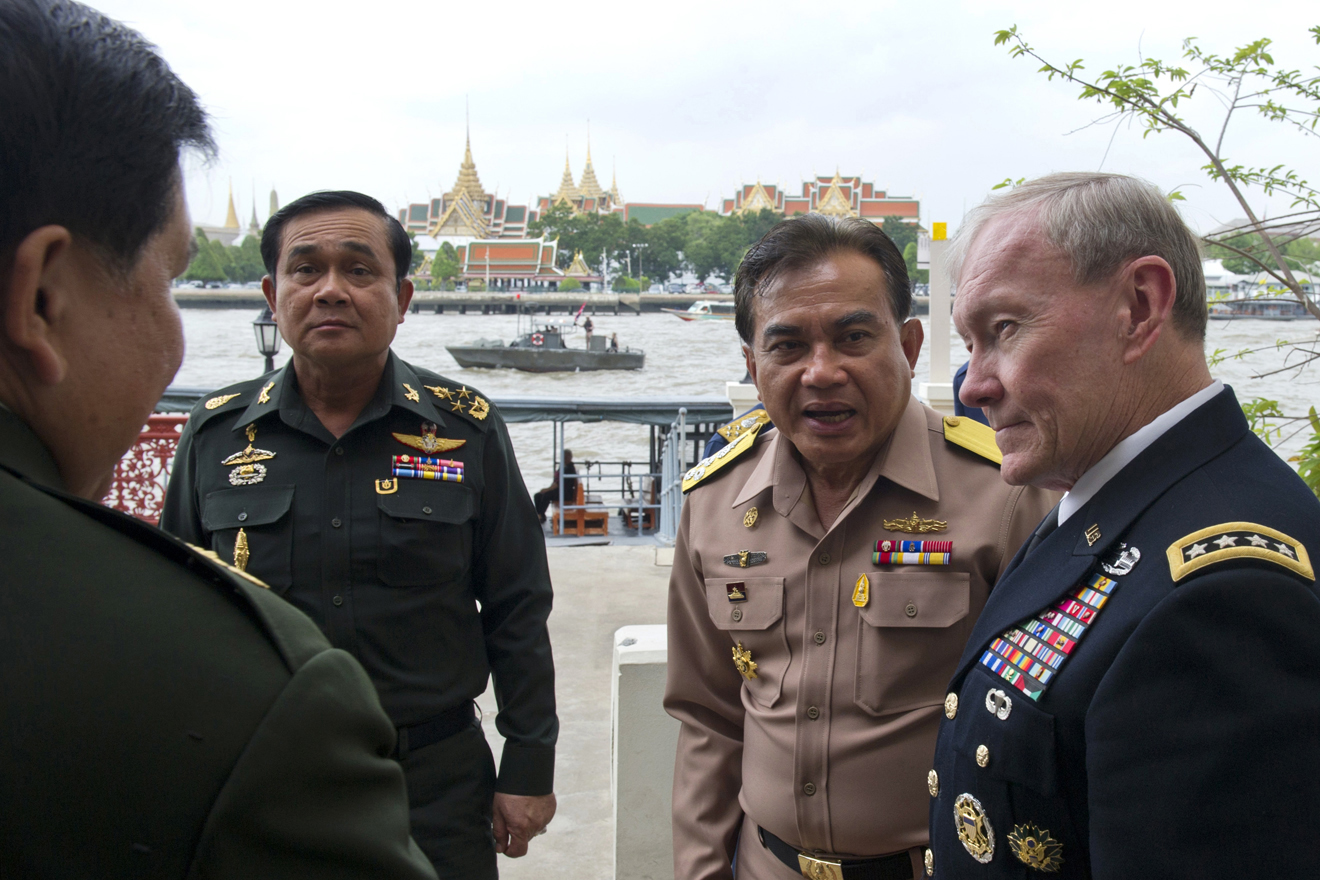
쁘라윳(왼쪽)이 2012년 방콕 방문 중 마틴 뎀프시(오른쪽) 미군 장군을 만났다.

태국 육군사관학교를 졸업한 후, 쁘라윳은 여왕 근위대의 지위를 부여 받은 제21보병연대에서 복무했다. 2002년 육군 제2사단 부사령관을 거쳐 1년 뒤 사령관이 됐다. 2005년 육군 2사단이 소속된 1군 부사령관이 됐고 1년 만에 다시 사령관이 됐다.
쁘라윳은 2008년부터 2009년까지 태국 왕실 군대의 참모총장이었고, 2009년에 그는 왕의 명예 부관으로 임명되었다. 2010년, 그는 아누퐁 파오찐다의 뒤를 이어 총사령관이 되었다.

## 쿠데타 및 임기

### 정치적 위기
2013~14년, 반잉락 친나왓 인민민주개혁위원회(PDRC)가 참여하면서 정치적 갈등이 발생했다. 2013년 말, PDRC의 하위 그룹인 태국 학생 및 개혁을 위한 사람들 네트워크(NSPRT)는 군대가 시위에 참여할 것을 요구하며 육군 본부를 장악하려고 시도했다. 이에 쁘라윳은 수텝 타우수반이 이끄는 시위 단체에 군대를 개입시키지 말 것을 촉구하고 경쟁자 측에 위기를 평화적으로 해결할 것을 촉구했다. 수텝의 행동은 쁘라윗 웡수완 전 국방부 장관과 아누퐁 파오친다 전 육군총장의 지지를 받았다. 두 장군은 여왕의 근위대를 통해 쁘라윳과 긴밀한 관계를 맺고 있었다. 수텝의 그룹이 폭력으로 이어질 경우 군사 개입에 영향을 미치거나 심지어 국가 안보를 핑계로 권력을 장악하는 데 도움이 될 수 있다. 2013년 말까지 쁘라윳은 폭력 중단을 촉구했지만 쿠데타 가능성을 암시했다.

## 사생활
쁘라윳은 점쟁이 와린 부아비랏레트와 정기적으로 상의한다고 공개적으로 진술했다. 그는 조언을 구해도 나쁠 것이 없다고 말했다. 그는 총리 재임 초기에 열병과 통증으로 고통받았을 때, 자신의 병폐를 정적들의 주문 탓으로 돌렸고, 병을 성수로 해결했다.
코로나19 범유행 기간 동안, 쁘라윳은 2021년 4월 코로나19 예방접종 회의에서 마스크를 착용하지 않아 6,000바트의 벌금을 부과받았다.

## 가족
- 부모: 쁘라팟 짠오차, 켐펫 짠오차
- 배우자: 나라펀 짠오차
- 자녀: 탄야 짠오차, 닛타 짠오차

## 서훈
- 2010 흰 코끼리 훈장
- 2008 태국 왕관 훈장
- 2013 훈공장